# Slingerbal

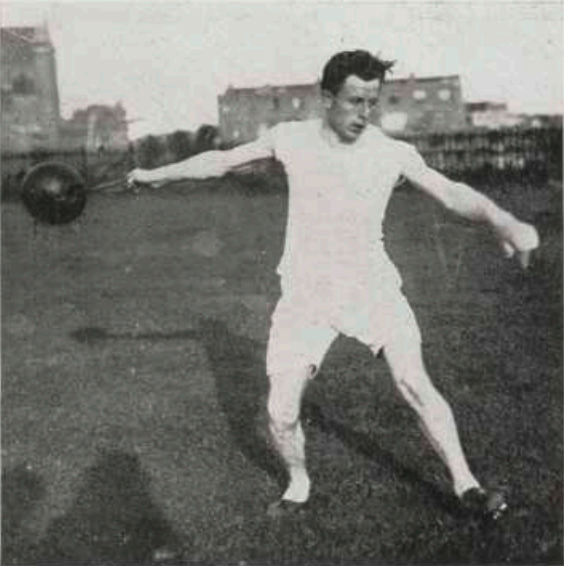
Slingerbal

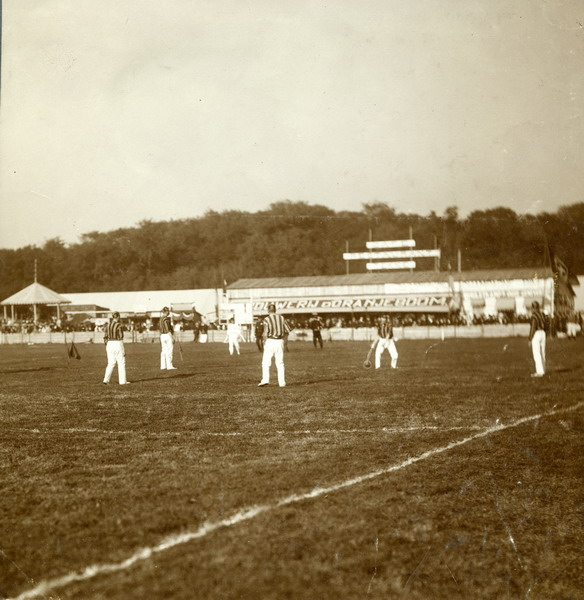

Slingerbal was een in Nederland ontwikkelde en slechts daar beoefende sport. Na introductie ervan in 1899 groeide de populariteit van het spel snel. Eind jaren dertig, begin jaren veertig daalde de populariteit onder invloed van de opkomst van, vooral, handbal en verdween de sport van de agenda van de gymnastiekverenigingen.

## Geschiedenis
Nederlandse sporters maakten in 1898, op het feest van de Duitse Turnbond in Hamburg, kennis met een aantal tot dan toe in Nederland onbekende balsporten, waaronder het in Duitsland destijds zeer populaire schleuderball. Het jaar daarop werden in Nederland raffball (een voorloper van handbal), vuistbal en slingerbal geïntroduceerd. Tot eind jaren twintig werd de sport in lokaal competitieverband beoefend door gymnastiekverenigingen. In 1930 werd er voor het eerst op zodanige wijze om het Nederlands kampioenschap gestreden. Vanaf eind jaren veertig raakte de populariteit van de sport steeds meer in het gedrang, mogelijk door het hoge letselrisico voor zowel beoefenaars als publiek (zo stierf in Muntendam een toeschouwer nadat hij door een slingerbal getroffen was), maar ook en vooral de opkomst van handbal en andere balsporten was er debet aan dat de populariteit van slingerbal achteruit ging. Schleuderball onderging in Duitsland hetzelfde lot.

## Het spel

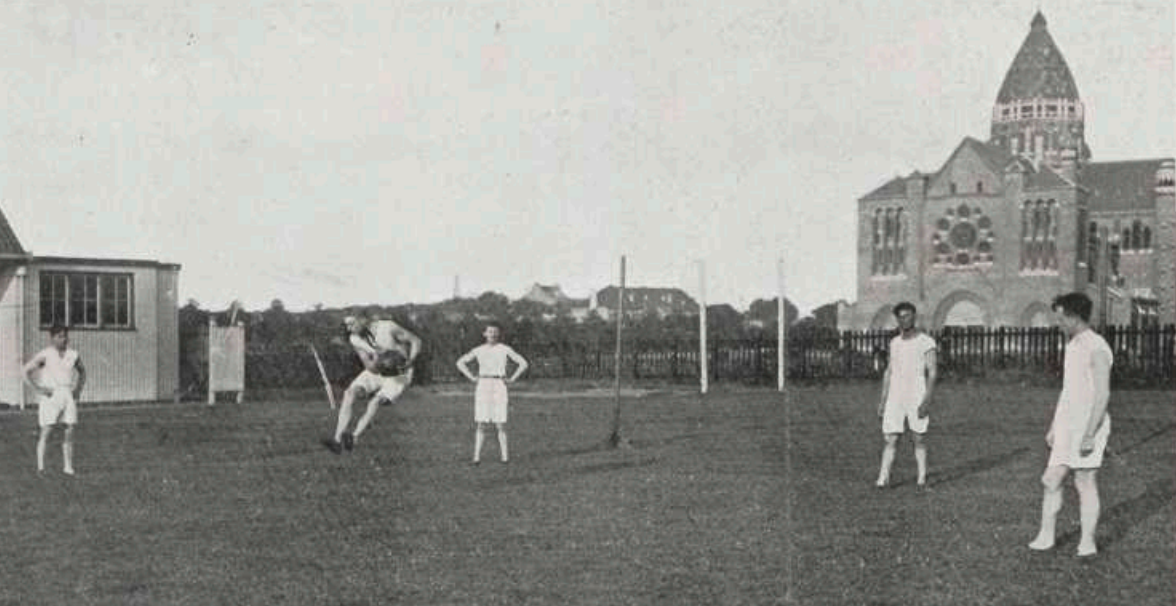
Het vangen van de bal

Tot aan de invoering van een landelijke competitie hanteerden de verschillende turnkringen eigen reglementen voor hun regionale competities. Voor aanvang van de landelijke competitie werd door K.N.G.V. (Koninklijk Nederlands Gymnastiekverbond) een algemeen reglement uitgewerkt.
Op een speelveld van 150 bij 50 meter proberen twee teams van vijf personen het doel van de tegenstander te treffen met een gevulde bal van 1,75 kilo, die voorzien is van een lus.
De teams staan tegenover elkaar en werpen de bal beurtelings naar elkaar, waarbij per team een vaste volgorde wordt aangehouden, zodat alle spelers aan het werpen toekomen. Bij de worp wordt de bal eerst in een verticale slingerende beweging gebracht, om vervolgens geleidelijk over te gaan in een horizontale beweging. Hierbij mag zowel voor- als achteruit bewogen worden. De plaats waar de bal bij de vorige worp van de tegenstander landde mag hierbij echter niet worden overschreden. Terwijl de ene partij werpt, heeft de ander tot doel deze af te stoppen, oftewel de afstand van de worp zo veel mogelijk te beperken. Indien dat lukt door de bal te vangen, mag de medespeler die aan de beurt is om te werpen, voorafgaande aan zijn worp, een Duitse of een Engelse driesprong uitvoeren, om zodoende extra terrein te winnen. Eén punt wordt toegekend telkens wanneer een partij het doel, bestaande uit twee verticale palen zonder deklat, van de tegenstander treft op gelijk welke hoogte en de bal daarna ook de grond raakt.

## Risico's
Het beoefenen (maar ook het aanschouwen) van slingerbal was bepaald niet zonder risico's. Bij het vangen van de bal liep men het risico vingers te breken, bijvoorbeeld wanneer men de bal met gespreide vingers trachtte te vangen en de lus om een van de vingers terechtkwam. Ook de impact op het lichaam van een 1.75 kilo zware bal kon leiden tot lichamelijk letsel, zowel bij spelers als bij publiek, aangezien het voor kon komen dat de bal per ongeluk het publiek in werd geslingerd. Er waren dan ook speciale methodes ontwikkeld om de bal op een zo risico-arm mogelijke manier te vangen. Om deze reden werd de sport vrijwel uitsluitend beoefend door mannen.

## Landskampioenen
- 1930: Excelsior, Gouda[9]
- 1931: Pro Patria, Zoetermeer[10]
- 1932: D.O.S. Bussum[11]
- 1933: Excelsior, Gouda[12]
- 1934: Lynden, Haarlemmermeer[13]
- 1936: Excelsior, Gouda[14]